# Хименес (муниципалитет)
Химе́нес (исп. Jiménez) — муниципалитет в Мексике, штат Чиуауа с административным центром в городе Хосе-Марьяно-Хименес. Численность населения, по данным переписи 2010 года, составила 41 265 человек.

## Общие сведения
Название Jiménez дано в честь одного из участников войны за независимость Мексики генерала Хосе Марьяно Хименеса.
Площадь муниципалитета равна 10771 км², что составляет 4,35 % от общей площади штата, а наивысшая точка — 1680 метров, расположена в поселении Эль-Феликс.
Он граничит с другими муниципалитетами штата Чиуауа: на севере с Камарго, на западе с Альенде, Лопесом и Коронадо, а также граничит с другими штатами Мексики: на востоке с Коауилой, и на юге с Дуранго.

## Учреждение и состав
Муниципалитет был образован в 1829 году, в его состав входит 293 населённых пункта, самые крупные из которых:
| Код INEGI | Населённый пункт                                                                  | Численность населения (2005 год) | Численность населения (2010 год) |
| --------- | --------------------------------------------------------------------------------- | -------------------------------- | -------------------------------- |
| 036       | Всего                                                                             | 40467                            | 41265                            |
| 0001      | Хосе-Марьяно-Хименес (исп. José Mariano Jiménez) 27°07′48″ с. ш. 104°55′24″ з. д. | 33567                            | 34281                            |
| 0051      | Эскалон (исп. Escalón) 26°45′06″ с. ш. 104°20′25″ з. д.                           | 757                              | 697                              |
| 0148      | Торреонситос (исп. Torreoncitos) 27°19′13″ с. ш. 104°50′47″ з. д.                 | 445                              | 444                              |
| 0071      | Либертад (Долорес) (исп. Libertad (Dolores)) 27°04′20″ с. ш. 104°57′30″ з. д.     | 421                              | 417                              |
| 0121      | Сан-Фелипе (исп. San Felipe) 27°04′47″ с. ш. 104°58′55″ з. д.                     | 346                              | 373                              |

## Экономика
По статистическим данным 2000 года, работоспособное население занято по секторам экономики в следующих пропорциях: сельское хозяйство, скотоводство и рыбная ловля — 26,4 %, промышленность и строительство — 22,4 %, сфера обслуживания и туризма — 49,2 %, прочее — 2 %.

## Инфраструктура
По статистическим данным 2010 года, инфраструктура развита следующим образом:
- электрификация: 98,7 %;
- водоснабжение: 98,1 %;
- водоотведение: 93,1 %.

## Фотографии

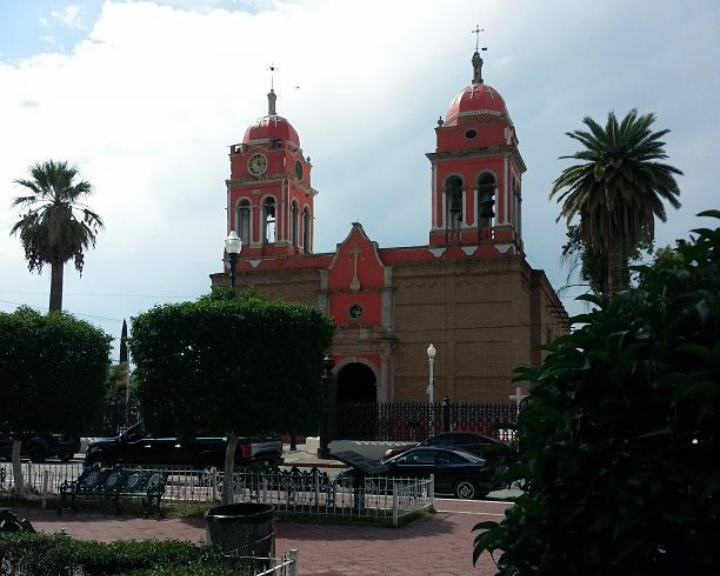
Церковь Иисуса Христа
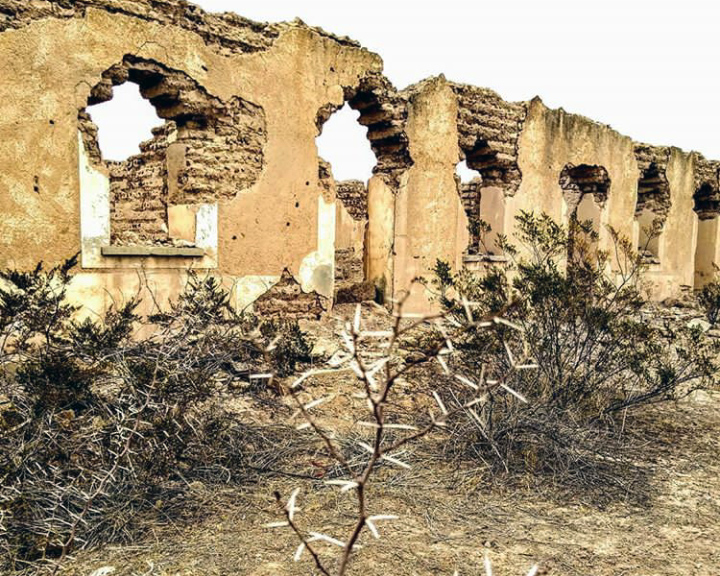
Бывшая асьенда Эскалон